# Parque Carabobo

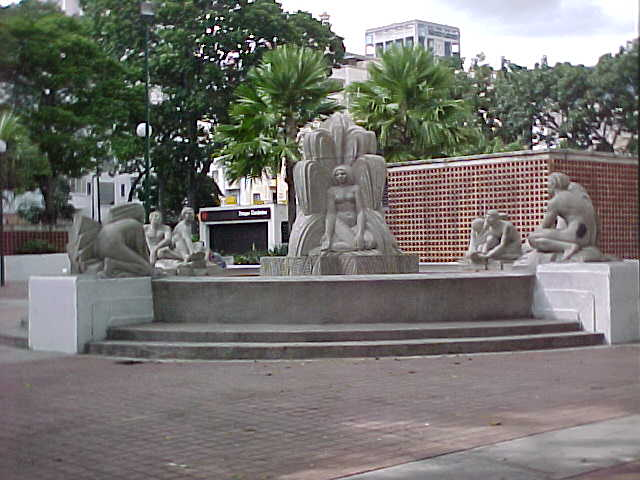
Fuente de Parque Carabobo

Parque Carabobo es un parque de Caracas, ubicado en el casco central de esa ciudad, en la Parroquia Candelaria del Municipio Libertador, ocupa una manzana o cuadra que se encuentra entre las avenidas: México, Norte 13 y Este 6. 
La construcción fue ordenada por el presidente Antonio Guzmán Blanco, siendo inaugurada en 1881 con el nombre de Plaza Carabobo. Para entonces presentaba una forma sencilla que estaba integrada por 8 jardines que llegaban a un círculo central. Luego le seguirían transformaciones en 1911, 1924 y 1934, siendo esta última la más importante, cuando se les encargan al arquitecto Carlos Raúl Villanueva y al escultor Francisco Narváez la remodelación total de la plaza. En 1936 se concluyen las obras y se inaugura la fuente con cinco esculturas diseñada por Narváez que aún adorna el centro de la plaza. 
El valor arquitectónico de la obra se vio afectado en 1983, cuando es inaugurado el Metro de Caracas, al establecerse la Estación Parque Carabobo, en el cuadrante noroeste de la plaza, eliminando buena parte de la jardinería y el trazado original. En 1997, la Fundación Francisco Narváez junto a la empresa Lafarge recuperan las esculturas que se encontraban en avanzado estado de deterioro. Desde 2001 esa fundación ha planteado la restauración de Parque Carabobo con un diseño similar al de 1881.